# Försvarspolitik
Försvarspolitik är den typ av politik som handlar om en stats försvar och dess åtgärder för att skydda sitt territorium, sina medborgare och sina intressen mot yttre hot. Den omfattar planering och styrning av militära resurser samt samordning med civila myndigheter och internationella samarbeten.